# Делакур, Ив
Ив Делакур (фр. Yves Delacour, 15 марта 1930, Ле-Перре-сюр-Марн, Валь-де-Марн, Франция — 14 марта 2014, Фероль-Аттийи, Сена и Марна, Франция) — французский спортсмен, бронзовый призёр летних Олимпийских игр в Мельбурне (1956) в академической гребле .
Выступал за клуб Société d'Encouragement du Sport Nautique. На летних Олимпийских играх в Монреале (1956) в соревнованиях четвёрок распашных без рулевого стал бронзовым призёром с результатом 7:20.9.
Впоследствии был участником Общества по поддержке водных видов спорта.